# Saint-Bonnet-Avalouze
Saint-Bonnet-Avalouze – miejscowość i dawna gmina we Francji, w regionie Nowa Akwitania, w departamencie Corrèze. W 2013 roku populacja ówczesnej gminy wynosiła 225 mieszkańców. Nazwa miejscowości pochodzi od imienia św. Boneta. 
W dniu 1 stycznia 2019 roku z połączenia dwóch ówczesnych gmin – Laguenne oraz Saint-Bonnet-Avalouze – powstała nowa gmina Laguenne-sur-Avalouze. Siedzibą gminy została miejscowość Laguenne. 